# Edward Lowassa

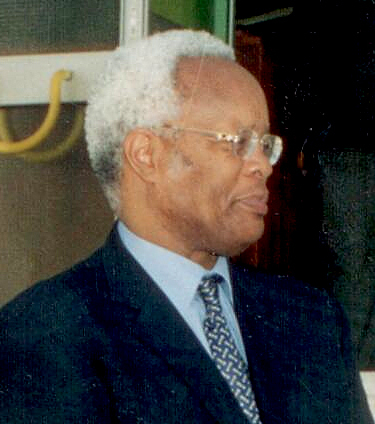
Edward Lowassa (2015)

Edward Ngoyayi Lowassa (* 26. August 1953 in Arusha, Tansania; † 10. Februar 2024 in Daressalam) war ein tansanischer Politiker (Chama Cha Mapinduzi). Er war mehrfacher Minister und vom 30. Dezember 2005 bis zum 7. Februar 2008 Premierminister.

## Leben
Lowassa studierte zunächst Theaterwissenschaften an der University of Dar es Salaam und legte seine Master-Prüfung in Gesellschaftspolitik an der University of Bath in England ab.
Am 10. Februar 2024 starb Lowassa in einem Krankenhaus in Daressalam nach langer Krankheit. Vizepräsident Philip Mpango gab seinen Tod im nationalen Fernsehen bekannt.

## Politik
Er war Mitglied der früheren tansanischen Einheitspartei Chama Cha Mapinduzi. Ab den späten 1980er Jahren war Lowassa in verschiedenen Ministerämtern tätig, von 2000 bis 2005 als Minister für Wasser und Viehzucht. Ab 1990 war er auch Mitglied des tansanischen Parlaments.
Am 29. Dezember 2005 wurde Lowassa vom Parlament auf Vorschlag von Präsident Jakaya Kikwete mit 312 Stimmen bei nur zwei Gegenstimmen zum Premierminister gewählt. Er kündigte die Fortsetzung des marktwirtschaftlich ausgerichteten Kurses der Vorgängerregierung an. Am 7. Februar 2008 gab er seinen Rücktritt aufgrund eines Korruptionsskandals bekannt. Präsident Kikwete bestimmte Mizengo Pinda zu seinem Nachfolger.
Bei der Präsidentenwahl in Tansania 2015 trat er für die Chama cha Demokrasia na Maendeleo an, unterlag jedoch dem Politiker John Magufuli.